# Cầu Như Nguyệt
Cầu Như Nguyệt là một cây cầu đường bộ bắc qua sông Cầu nằm trên Quốc lộ 1 và đường cao tốc Bắc – Nam phía Đông đoạn Hà Nội – Bắc Giang kết nối giữa 2 phường Vũ Ninh và phường Nếnh của tỉnh Bắc Ninh.
Cầu có tổng chiều dài là 445,8m; được thiết kế với bề rộng nền đường 14m gồm 2 làn xe cơ giới và 2 làn xe máy, xe thô sơ ở giai đoạn đầu; giai đoạn hoàn chỉnh cầu được thiết kế với bề rộng nền đường 28m gồm 6 làn xe cơ giới và 2 làn xe máy, xe thô sơ. Tuy nhiên, để phù hợp với bề rộng của nền đường, hiện tại cầu đang khai thác với 4 làn xe cơ giới và 2 làn xe máy, xe thô sơ; 2 làn xe còn lại sẽ sử dụng khi đường cao tốc Hà Nội – Bắc Giang được nâng cấp lên 6 làn xe hoàn chỉnh.
Cầu được khởi công xây dựng năm 1998 và khánh thành vào ngày 31 tháng 12 năm 2000. Tháng 1 năm 2022, một nhánh cầu thứ hai nằm bên cạnh nhánh cầu cũ được khởi công xây dựng và khánh thành vào ngày 16 tháng 6 năm 2023. Hiện tại, quá trình xây dựng giai đoạn 1 và giai đoạn hoàn chỉnh đều đã hoàn tất.